# Kerreffect
Het kerreffect, ook QEO (quadratic electro-optic) effect genoemd, is het elektro-optische verschijnsel dat diëlectrica bij diëlektrische polarisatie dubbelbrekend worden onder invloed van een extern aangelegd elektrisch veld. Het verschijnsel berust erop dat de brekingsindex van de stof verandert en afhankelijk wordt van de polarisatierichting van de invallende golf; het medium wordt anisotroop. De Schotse natuurkundige John Kerr ontdekte rond 1875 hoe de polariserende eigenschappen van een medium veranderen, als reactie op een elektrisch veld. 
Alle stoffen vertonen het kerreffect, maar sommige polaire vloeistoffen met name 2-nitrotolueen (C7H7NO2) en nitrobenzeen (C6H5NO2) vertonen het effect in veel sterkere mate. De mate waarin een diëlektricum het kerreffect vertoont, komt tot uitdrukking de stofconstante K. Voor water is K ongeveer 9,4×10−14 m/V2, voor nitrobenzeen circa 4,4×10−12 m/V2.
Er wordt onderscheid gemaakt tussen het DC (of elektro-optisch) Kerr-effect waarbij een extern veld het effect bewerkstelligt, en het AC (of optisch) Kerr-effect waarbij het elektrisch veld van de invallende golf zelf het effect veroorzaakt.

## Het DC kerreffect
Het DC kerreffect vindt toepassing in de zogenaamde kerrcel waarvan, samen met twee polarisatiefilters, de lichtdoorlatendheid ingesteld kan worden met behulp van een elektrische spanning. Het DC kerreffect is voornamelijk evenredig met het kwadraat van de elektrische veldsterkte.
Voor media met weinig interne symmetrie (amorfe stoffen, vloeistoffen) verandert de brekingsindex in de richting van het veld, de grootte ervan wordt:
{\displaystyle n=n_{0}+\lambda K|{\vec {E}}|^{2}}
waarin {\displaystyle \lambda } de golflengte van het licht is, en {\displaystyle {\vec {E}}} de elektrische veldsterkte.

## Het AC kerreffect
Het AC kerreffect geeft aanleiding tot een scala van verschijnselen zoals solitonvorming en de zelffocussering van bundels met een gaussische intensiteitsverdeling. Dit AC effect treedt pas in aanzienlijke mate op bij zeer hoge bundelintensiteiten (in de orde van 1 GW/cm2).